# Compus de șase prisme pentagramice
În geometrie compusul de șase prisme pentagramice este un compus poliedric uniform realizat dintr-un aranjament simetric chiral de 6 prisme pentagramice, aliniate într-un aranjament cu axele de simetrie de rotație cu cinci poziții ale unui dodecaedru (I).
Are indicele de compus uniform UC36.

## Mărimi asociate

### Coordonate carteziene
Coordonatele carteziene ale vârfurilor acestui compus sunt toate permutările ale
{\displaystyle \left(\,(1+2\varphi ),\,\pm 1,\,\pm 1\,\right)}
plus toate permutările pare ale
{\displaystyle \left(\,0,\,\pm (1+\varphi ),\,\pm (2+\varphi )\,\right)}
{\displaystyle \left(\,\pm \varphi ,\,\pm \varphi ,\,\pm (1+\varphi )\,\right)}
unde {\displaystyle \varphi ={\frac {1+{\sqrt {5}}}{2}}} este secțiunea de aur.

### Volum
Următoarea formulă pentru volum V este stabilită pentru lungimea laturilor tuturor poligoanelor (care sunt regulate) a:
{\displaystyle V={\frac {3}{2}}{\sqrt {25-10{\sqrt {5}}}}~a^{3}\approx 2,436898~a^{3}.}

## Poliedre înrudite
Acest compus are în comun aranjamentul vârfurilor cu patru poliedre uniforme, după cum urmează:
| Micul rombicosidodecaedru         | Micul dodecicosidodecaedru         | Micul rombidodecaedru                      |
| Micul dodecaedru stelat trunchiat | Compus de șase prisme pentagramice | Compus de douăsprezece prisme pentagramice |